# Rainer Wirth
Rainer Klaus Wirth Castro (Santiago, 25 de octubre de 1985) es un exfutbolista chileno que se desempeñaba de portero. Actualmente se encuentra en proyectos personales y finalizó sus estudios de Ingeniería Comercial en la Universidad Finis Terrae el año 2013. 
Es hijo del también exportero Óscar Wirth, catalogado como uno de los mejores guardametas en la historia del fútbol chileno.

## Trayectoria
Producto de la cantera de Universidad Católica, Wirth fue promovido al primer equipo del elenco cruzado el año 2002, en donde ganó su primer título profesional, el Torneo de Apertura de aquella temporada. Tras un año sin jugar, inesperadamente hizo su debut profesional en la Copa Libertadores 2003 el 15 de abril frente al Paysandu de Brasil, en un empate 1 a 1.
El primer semestre de 2006, Wirth fue cedido a préstamo a Deportes Temuco. En el segundo semestre retorna a su equipo Universidad Católica jugando un excelente campeonato de Clausura dejando a Católica cuarta en la fase regular y llegando hasta cuartos de final donde quedaría eliminado el conjunto cruzado frente al posterior subcampeón del torneo Audax Italiano.
A finales del 2006 a raíz de esta campaña fue a probarse a algunos equipos de Inglaterra entre ellos Stoke City, Leeds United y Manchester City, y viaja a Madrid a ver algunas opciones de equipos en España
A comienzos del año 2007 fue comprado por Colo-Colo. Por los albos debutó el 27 de enero de 2007 frente a Deportes Melipilla, ingresando en el primer minuto del segundo tiempo por el lesionado Sebastián Cejas. 
En el 2009 juega por Municipal Iquique, pero una lesión no le permitió mantener regularidad. En el 2010 es contratado por Unión Española.
En 2012 arribo a Deportes La Serena.
Después de un año sin club y terminando sus estudios superiores, Wirth decide a volver al fútbol el año 2014 en Magallanes de la Primera División B.
Después de estar en Magallanes el año 2015 se queda sin club tras no llegar a un acuerdo para renovar su contrato. Se retira del futbol profesional y actualmente se encuentra en proyectos personales.

## Clubes
| Club                       | País  | Año       |
| -------------------------- | ----- | --------- |
| Universidad Católica       | Chile | 2003-2006 |
| → Deportes Temuco (cedido) | Chile | 2006      |
| Colo-Colo                  | Chile | 2007-2008 |
| Municipal Iquique          | Chile | 2009      |
| Unión Española             | Chile | 2010-2011 |
| Deportes La Serena         | Chile | 2012      |
| Magallanes                 | Chile | 2014-2015 |

## Palmarés

### Títulos nacionales
| Título           | Equipo               | País  | Año    |
| ---------------- | -------------------- | ----- | ------ |
| Primera División | Universidad Católica | Chile | 2002A  |
| Primera División | Universidad Católica | Chile | 2005-C |
| Primera División | Colo-Colo            | Chile | 2007-A |
| Primera División | Colo-Colo            | Chile | 2007-C |
| Primera División | Colo-Colo            | Chile | 2008-C |